# Alberto Vouillat
Alberto Leopoldo Vouillat es un exfutbolista argentino que se desempeñaba como guardameta.

## Clubes
| Club                        | País      | Año         |
| --------------------------- | --------- | ----------- |
| River Plate                 | Argentina | 1941 - 1942 |
| Gimnasia y Esgrima La Plata | Argentina | 1943        |
| Banfield                    | Argentina | 1944        |
| Vélez Sarsfield             | Argentina | 1946        |